# Gaganyaan
Gaganyaan (en sanscrit Véhicule céleste) est un vaisseau spatial développé par l'agence spatiale indienne ISRO qui doit permettre à un équipage de trois astronautes de séjourner dans l'espace environ sept jours. Le premier vol du vaisseau sans équipage est prévu en 2025. Le vaisseau serait placé en orbite par une fusée GSLV Mk III.

## Historique

### Lancement du programme spatial habité de l'Inde (2010)
L'Agence spatiale de l'Inde (ISRO), qui avait jusque là donné la priorité à l'espace utile en affectant la majeure partie de son budget aux satellites d'application (observation de la Terre, télécommunications, diffusion de programmes éducatifs), met en place en 2010 un programme spatial habité (les premiers travaux avaient débuté en 2004). L'objectif, fondamentalement politique, est de faire de l'Inde la quatrième puissance spatiale (après la Russie, les États-Unis et la Chine) à disposer de la capacité d'envoyer des hommes dans l'espace. L'agence spatiale lance les études préliminaires pour déterminer les aspects techniques et de gestion du vol spatial habité. Concernant le bouclier thermique, composant essentiel d'un vaisseau spatial habité, l'ISRO dispose déjà d'une certaine expérience acquise avec le lancement de la capsule SRE qui a volé en 2007 pour expérimenter les techniques de rentrée atmosphérique. L'agence spatiale prévoit la mise au point d'un vaisseau spatial baptisé ISRO Orbital Vehicle (ISRO OV) pouvant mettre en orbite trois membres d'équipage à 300 km autour de la Terre et permettre leur retour sur Terre. Le premier vol avec équipage est planifié en 2016 avec un équipage de deux astronautes et doit être précédé de deux vols sans personne à bord pour valider le fonctionnement du vaisseau en particulier du bouclier thermique. Le DRDO (Defence Research and Development Organisation) est chargée de mettre au point la combinaison spatiale des astronautes au Defence Bioengineering and Electromedical Laboratory de Bangalore. Les systèmes de survie et de sauvetage pour les missions habitées sont également à l'étude. L'agence spatiale commence également à effectuer des recherches pour sélectionner les futurs astronautes du pays. Au centre spatial de Satish Dhawan débutent des travaux pour la construction d'un troisième pas de tir dédié au lancement des missions avec équipage. Celles-ci doivent être lancées par la fusée la plus puissante de l'Inde, la GSLV-Mk III capable de placer 9 tonnes en orbite. Pour acquérir de l'expérience pour leur premier vol à bord du vaisseau indien, il est prévu que deux astronautes indiens participent à un vol spatial russe à bord du vaisseau Soyouz en 2013,. Mais en octobre 2010, l'Inde décide d'annuler ce vol sans que l'on sache si cette décision résulte d'une décision économique ou s'il s'agit d'une prise en considération des nombreuses critiques portant sur le cout d'un programme spatial habité alors que l'Inde est plongée dans une crise économique.

### Un programme faiblement prioritaire et dérivé du programme russe (2010-2018)
Fin mars 2012, l'agence spatiale consacre environ 1 % de son budget (28 millions US$) aux technologies nécessaires pour le vol spatial habité. De nombreux composants du vaisseau ISRO OV, dont la combinaison spatiale utilisée par les astronautes dans le vaisseau, copie de la Sokol KV2 russe, sont de conception indienne mais dérivés des équipements russes. En 2013, le programme spatial habité ne constitue plus une priorité pour le nouveau gouvernement en place et la date du premier vol est repoussée à 2020.

### Test en vol de la phase de rentrée atmosphérique (décembre 2014)

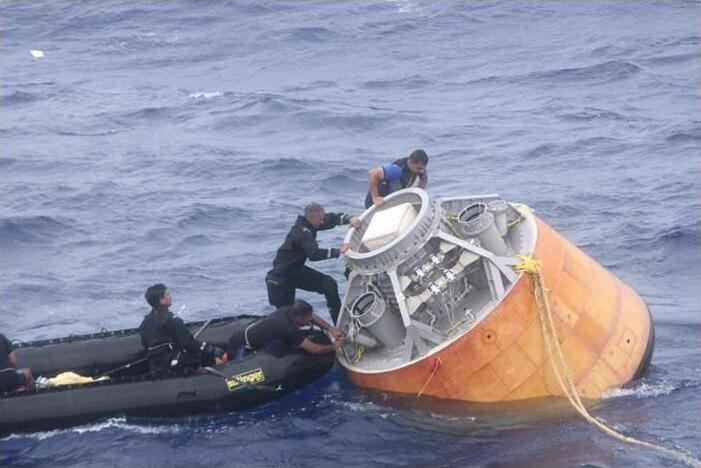
Le véhicule spatial CARE destiné à tester la phase de rentrée atmosphérique est récupéré après son retour sur Terre (décembre 2014).

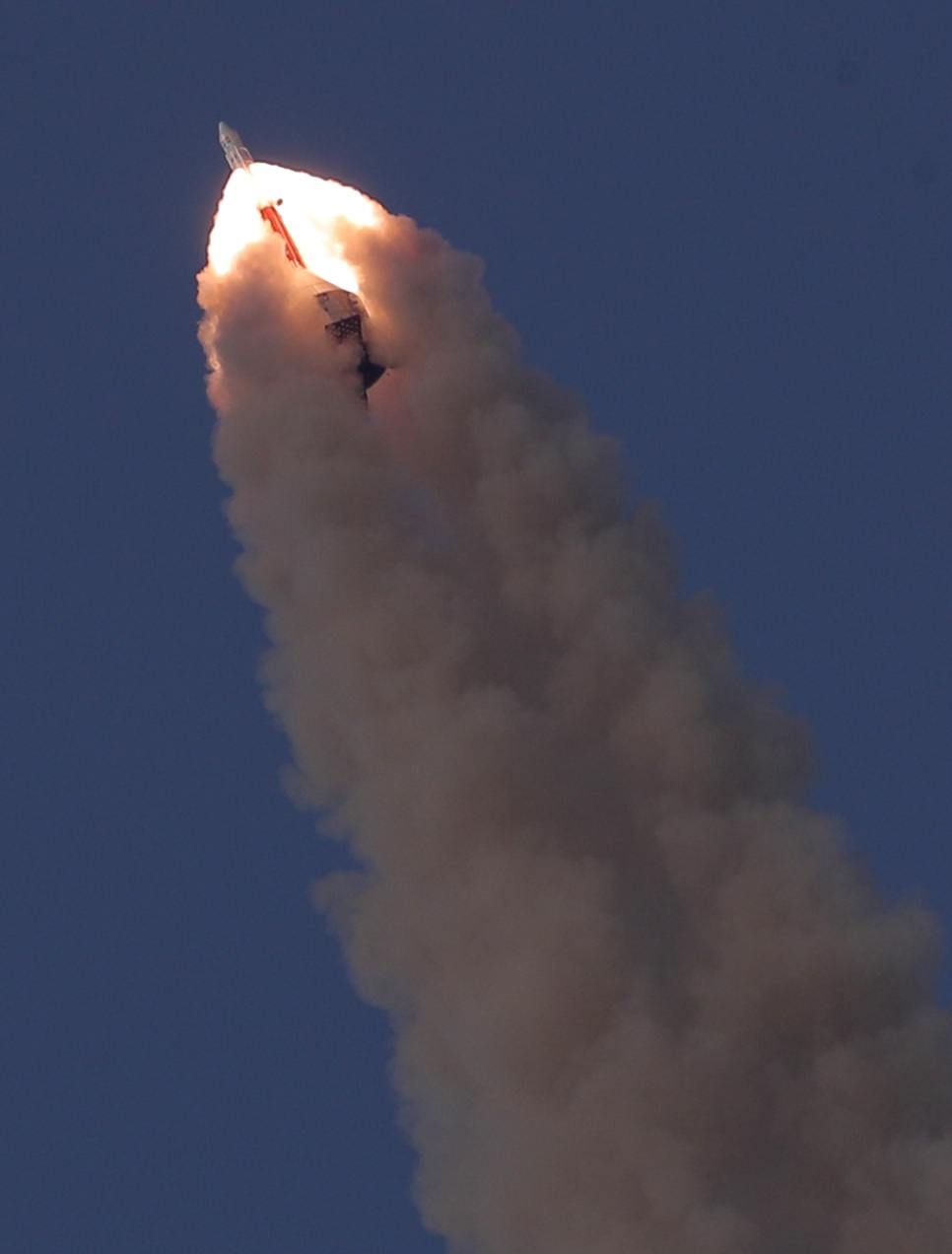
Test de fonctionnement de la tour de sauvetage (juillet 2018).

Un prototype du module habité du vaisseau ISRO OV, baptisé CARE (Crew Module Atmospheric Re-entry Experiment ) est lancé le 18 décembre 2014 par une fusée GSLV Mk-III dont c'est le vol inaugural. L'objectif est de tester la phase de rentrée atmosphérique du vaisseau spatial et en particulier le comportement du bouclier thermique. CARE, dont la masse est 3775 kg (hauteur 2,7 mètres, diamètre 3,1 mètres) est recouvert d'un bouclier thermique ablatif constitué de tuiles en composite carbone et dispose de 6 petits propulseurs d'une poussée unitaire de 100 Newtons pour contrôler son orientation au début de sa rentrée dans l'atmosphère. Durant son vol suborbital, la capsule atteint une altitude de 126 kilomètres et une vitesse maximale de 5,33 km/s et revient amerrir dans le golfe du Bengale après avoir déployé successivement des parachutes pilotes puis son parachute principal,.
Le développement du programme spatial habité se poursuit à un rythme lent faute de disposer de moyens budgétaires importants. Néanmoins, il connait quelques avancées significatives. L'une des plus spectaculaires est le test effectué le 10 juillet 2018 de la tour de sauvetage qui permettra au vaisseau spatial d'échapper à la destruction en cas de défaillance de son lanceur. Dans ce test effectué au sol (il s'agit de simuler une défaillance du lanceur juste au moment du lancement), la tour de sauvetage CES (Crew Escape System), qui est fortement inspirée du système SAS du vaisseau russe Soyouz, met à feu ses moteurs à propergol solide pour arracher du sol le prototype de vaisseau spatial et l'envoyer à une altitude de 2,7 kilomètres qui permet aux parachutes de se déployer et au vaisseau d'effectuer un amerrissage en douceur dans le golfe du Bengale.

### Accélération du programme sous le gouvernement Modi (2018)
En août 2018, le gouvernement nationaliste de Narendra Modi donne un coup d'accélérateur au programme spatial habité indien en fixant une date butoir. Il annonce que le premier vol spatial habité décollera en 2023 pour le 75e anniversaire de l'indépendance de l'Inde. Le vaisseau est rebaptisé Gaganyaan (गगनयान), c'est-à-dire « vaisseau céleste », en hindi en s'alignant sur le choix de nomenclature adopté par l'ISRO pour ses sondes spatiales lunaires Chandrayaan (« vaisseau lunaire » en hindi) et martiennes Mangalyaan (« vaisseau martien »). Peu de temps après cette annonce, l'agence spatiale indienne décide d'avancer la première mission avec équipage de 2022 à décembre 2021. Au cours de cette première mission, trois astronautes doivent passer 7 jours sur une orbite basse comprise entre 300 et 400 kilomètres. Mais si le développement de nombreux composants clés du vaisseau sont bien avancés, il reste néanmoins beaucoup de travail, en particulier sur le système de support de vie. Par ailleurs, l'agence spatiale n'a jusque là rien montré sur la disposition interne des équipements dans le module habité. L'ISRO a entamé la construction d'un centre d'entrainement pour les astronautes baptisé ATBEC (Astronaut Training and Biomedical Engineering Center) avec la participation de l'Armée de l'Air qui fournira les premiers candidats. S'il semble désormais certain que l'Inde lancera des astronautes dans l'espace, les objectifs à long terme du programme spatial habité indien semblent flous : contrairement aux États-Unis, à la Russie et à la Chine, l'Inde ne prévoit pas de disposer d'une station spatiale et le vaisseau Gaganyaan est dépourvu du module orbital du vaisseau Soyouz qui rend supportable les séjours de longue durée dans l'espace et ne comporte pas de véritable sas permettant une sortie extravéhiculaire dans de bonnes conditions.

## Objectifs du programme spatial habité indien

Modèle de la station spatiale ISRO.

Fin 2023, l'objectif du gouvernement indien est que le pays devienne la quatrième puissance spatiale capable d'envoyer des astronautes par ses propres moyens. Le vaisseau spatial Gaganyaan doit effectuer un premier vol sans équipage en 2024. L'ISRO prévoit de fournir une destination à ses équipages sous la forme d'une station spatiale, baptisée Bharatiya Antariksha Station (Station spatiale indienne), qui devrait devenir opérationnelle en 2035. L'agence spatiale prévoit d'abord de tester en 2026-2028 des modules gonflables amarrés au vaisseau spatial Gaganyaan qui fourniront aux astronautes indiens un volume habitable supérieur. L'Inde prévoit par la suite de tester des manœuvres d'amarrage entre Gaganyaan et des cibles passives. L'étape suivante sera l'assemblage de la station spatiale indienne qui devrait s'achever en 2035. Faute de disposer d'un lanceur lourd capable de placer au moins 20 tonnes sur une orbite terrestre basse (analogue au lanceur chinois Longue Marche 5), la station spatiale indienne devrait avoir une masse totale d'environ 25 tonnes (pour la comparaison la station spatiale chinoise composée de trois modules a une masse totale de 60 tonnes). La station spatiale comprendra deux modules principaux : le module de commande et de propulsion et le module dans lequel seront logés les équipages et qui accueillera le système de support de vie. Les deux modules seront reliés par un module de type nœud comprenant quatre points d'amarrage. Un module gonflable sera fixé à un des points d'amarrage tandis que les vaisseaux spatiaux (Gaganyaan ou cargo spatial) pourront s'amarrer à un des points du nœud d'amarrage ou au port libre du module habitable. L'ISRO a prévu de développer à moyen/long terme un lanceur lourd, baptisé NGLV, capable de placer entre 20 et 30 tonnes en orbite basse. Ce lanceur qui utilisera des moteurs à ergols liquides brûlant un mélange d'oxygène liquide et de kérosène ou de méthane liquide et sera réutilisable partiellement (1er étage). Enfin le gouvernement Modi a pour objectif de déposer des astronautes indiens à la surface de la Lune vers 2040.

## Caractéristiques techniques

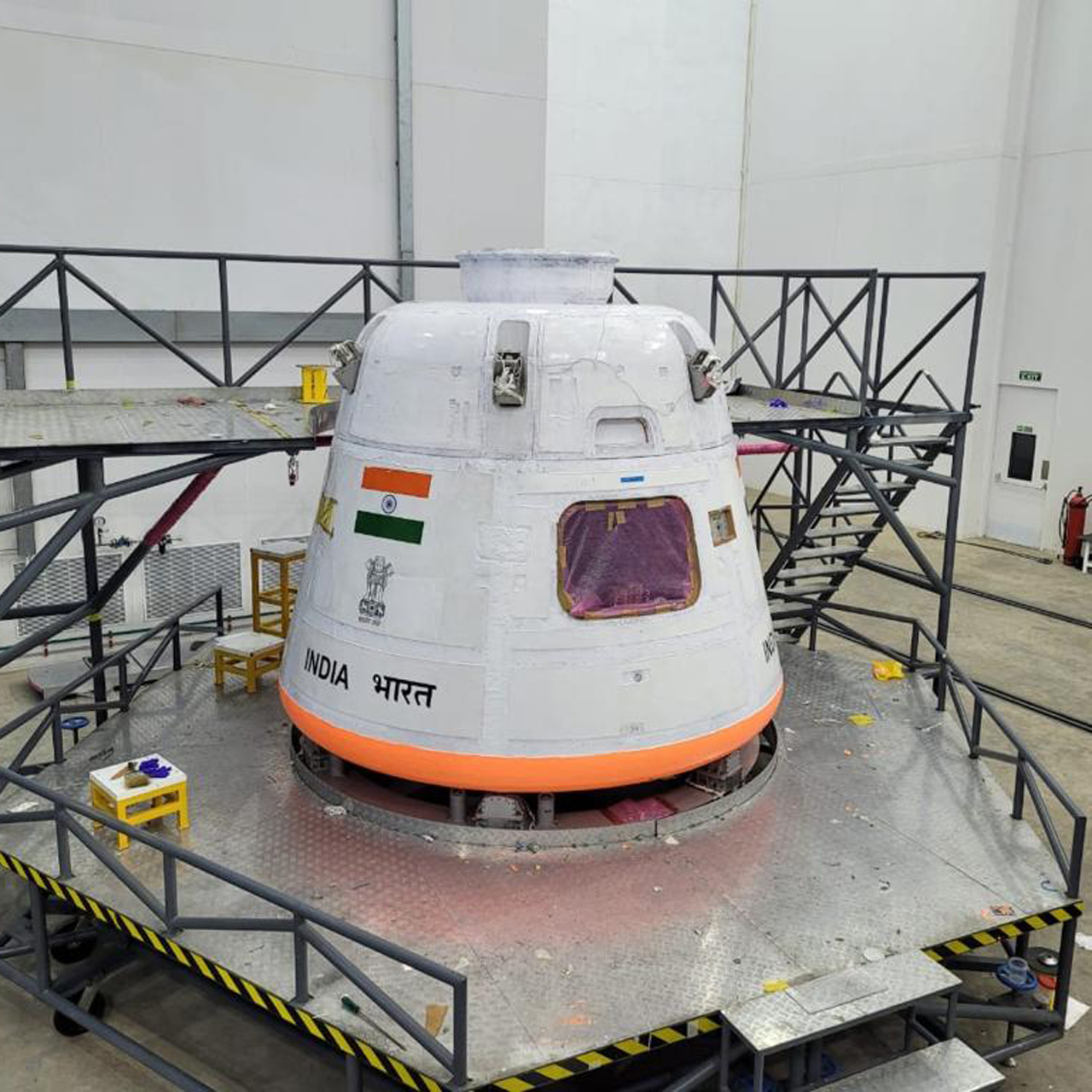
Module habité factice utilisé pour le test d'éjection par la tour de sauvetage (2019).

Gaganyaan est un vaisseau spatial habité d'environ 8,2 tonnes (masse à sec 3,735 t.) aux caractéristiques classiques : il comprend un module pressurisé dans lequel séjourne l'équipage composé de trois astronautes, et un module de service qui réunit les principales fonctions de support de vie et la propulsion : 
- La capsule dans laquelle séjournent les astronautes a la forme d'un cône tronqué avec le bouclier thermique sphérique[réf. nécessaire] situé du côté de l'extrémité la plus large. Elle est haute de 3,577 m pour un diamètre maximal de 3,5 mètres. Le volume pressurisé est de 8 m3. Le premier modèle de vol ne prévoit pour l'instant pas de système d'amarrage.
- Le module de service est haut de 3,181 mètres pour un diamètre de 3,296 mètres.

## Déroulement d'une mission

Schéma du lanceur GSLV Mk III dans sa configuration utilisée pour le lancement du vaisseau.

Le vaisseau est placé en orbite par une fusée GSLV Mk III qui décolle du centre spatial Satish-Dhawan situé sur la côte orientale de l'Inde. Une tour de sauvetage fixée au sommet du vaisseau permet d'éloigner celui-ci durant le lancement si la fusée subit une défaillance. Le vaisseau est placé sur une orbite de 400 kilomètres puis il déploie les panneaux solaires qui lui fournissent son énergie. L'équipage peut séjourner 7 jours à son bord. Pour revenir sur Terre, le vaisseau réduit sa vitesse orbitale, largue son module de service avant d'entamer la rentrée atmosphérique et est freiné par des parachutes. Il amerrit dans l'Océan Indien non loin de la côte nord-ouest de l'Inde.

## Vols réalisés et prévus
L'ISRO envisage pour le moment trois vols de la capsule Gaganyaan. Initialement, il était prévu un premier vol automatique fin 2020 puis encore un autre fin 2021 avant le premier vol avec équipage planifié pour le début de l'année 2022 (l'objectif était de faire coïncider ce vol avec le 75e anniversaire de l'indépendance indienne). Mais au cours de l'année 2020, les effets de la pandémie de Covid-19 ont contraint les officiels de l'agence spatiale indienne à retarder le programme,,. Finalement, lors de la présentation officielle des quatre astronautes le 27 février 2024, il est annoncé que le premier vol orbital à vide de la capsule Gaganyaan aura lieu en juillet suivant.
Le 15 avril 2021, l'Inde et la France ont formalisé un accord de coopération qui prévoit notamment la formation des personnels de l'ISRO au sein du Centre d'aide au développement des activités en micro-pesanteur et des opérations spatiales (CADMOS) du CNES mais également du Centre des astronautes européens (EAC) de l'Agence spatiale européenne (ESA). En 2022, un contingent indien d'une dizaine de personnes est ainsi venu se former à la gestion du retour de mission au CADMOS.
| Désignation              | Date             | Type de mission        | Équipage                | Commentaire                                                                   | Statut |
| ------------------------ | ---------------- | ---------------------- | ----------------------- | ----------------------------------------------------------------------------- | ------ |
| CARE                     | 18 décembre 2014 | Vol suborbital         | Sans                    | Vol d'une maquette lancée dans le cadre du premier vol du lanceur GSLV Mk III | Succès |
| ISRO Pad Abort Test (en) | 5 juillet 2018   | Test atmosphérique     | Sans                    | Test de fonctionnement de la tour de sauvetage                                | Succès |
| Gaganyaan 1              | 2024             | Orbite terrestre basse | Sans                    | Premier vol du vaisseau. Validation du fonctionnement des systèmes.           | Prévu  |
| Gaganyaan 2              | 2024             | Orbite terrestre basse | Sans                    | Deuxième vol du vaisseau. Validation du fonctionnement des systèmes.          | Prévu  |
| Gaganyaan 3              | 2025             | Orbite terrestre basse | En cours de désignation | Premier vol du vaisseau avec un équipage.                                     | Prévu  |

## Astronautes
Le Premier ministre Narendra Modi a annoncé le nom des membres de l'équipe de quatre astronautes parmi lesquels sera sélectionné l'équipage pour la première mission spatiale de l'Inde au Centre spatial Vikram Sarabhai de l'ISRO à Thiruvananthapuram le 27 février 2024, :
- Prasanth Nair
- Ajit Krishnan
- Angad Prathap
- Shubhanshu Shukla

Ce sont quatre pilotes de la Force aérienne indienne. Un d'entre eux effectuera aussi une mission vers la Station spatiale internationale à bord d'un vaisseau Crew Dragon.